# Mihulka
Mihulka, neboli Prašná věž, je válcová kamenná věž Pražského hradu, jedna ze tří věží zachovalého pozdně středověkého opevnění severní strany Hradu nad strmým srázem Jeleního příkopu.

## Historie Mihulky
Věž byla postavena ve druhé polovině 15. století podle projektu Benedikta Rejta jako nejmohutnější dělová věž opevnění. Kromě obranných účelů měla v historii řadu dalších využití. V 16. století sloužila jako hladomorna, po velkém požáru hradu roku 1541 byla přestavěna a bydlel zde kovolijec Tomáš Jaroš, který měl ve věži i dílnu, za vlády Rudolfa II. zde byla alchymistická dílna. Později v Mihulce byl sklad střelného prachu, pročež se též nazývala Prašná věž. Při výbuchu střelného prachu při invazi švédské armády roku 1649 byla věž těžce poškozena. Jako sklad prachu sloužila až do roku 1754. Následně zde byli ubytováni kostelníci těsně sousedící katedrály svatého Víta, a to až do 20. století.
Mihulka byla rekonstruována v letech 1967 až 1980; byla zpřístupněna roku 1982 jako muzeum, okna vedoucí do Jeleního příkopu však byla zaslepena, aby návštěvníci neměli výhled severním směrem k rezidenci prezidenta Gustáva Husáka. Tento stav trval až do roku 1990. Od prosince 2004 se zde nacházela stálá expozice Vojenského historického ústavu dokumentující historii vojenských pokrývek hlavy a přileb.

## Současnost
V Mihulce se nachází stálá expozice Od knížecí družiny k Hradní stráži prezidenta, mapující vojenské jednotky na Hradě od počátku české státnosti do současnosti. Expozice vznikla k výročí 90 let od založení Hradní stráže ve spolupráci Vojenského historického ústavu, Správy Pražského hradu a Hradní stráže.